# Pharr
Pharr is een plaats (city) in de Amerikaanse staat Texas, en valt bestuurlijk gezien onder Hidalgo County.

## Demografie
Bij de volkstelling in 2000 werd het aantal inwoners vastgesteld op 46.660.
In 2006 is het aantal inwoners door het United States Census Bureau geschat op 61.360, een stijging van 14.700 (31.5%).

## Geografie
Volgens het United States Census Bureau beslaat de plaats een oppervlakte van
53,9 km², geheel bestaande uit land. Pharr ligt op ongeveer 34 m boven zeeniveau.

## Plaatsen in de nabije omgeving
De onderstaande figuur toont nabijgelegen plaatsen in een straal van 8 km rond Pharr.